# Jan Kurski
Jan Kurski herbu Prawdzic – wojski poznański w latach 1643–1662, sekretarz królewski.
W 1648 roku podpisał elekcję Jana II Kazimierza Wazy z województwa poznańskiego. Poseł sejmiku średzkiego na sejm nadzwyczajny 1652 roku.